# Wydział Biochemii, Biofizyki i Biotechnologii Uniwersytetu Jagiellońskiego
Wydział Biochemii, Biofizyki i Biotechnologii Uniwersytetu Jagiellońskiego (WBBiB) – jeden z szesnastu wydziałów Uniwersytetu Jagiellońskiego. Powstał w 2002 roku na bazie Instytutu Biologii Molekularnej, który od 1970 roku wchodził w skład Wydziału Biologii i Nauk o Ziemi. Siedziba WBBiB mieści się przy ul. Gronostajowej 7 w Krakowie na terenie III Kampusu UJ. Wydział dysponuje nowoczesnymi laboratoriami oraz salami dydaktycznymi. Podczas parametryzacji jednostek naukowo-badawczych Wydział dwukrotnie otrzymał najwyższą kategorię A+. Wydział uzyskał również status jednostki KNOW (Krajowy Naukowy Ośrodek Wiodący).

## Struktura[3]
- Zakład Biochemii Analitycznej
- Zakład Biochemii Fizycznej
- Zakład Biochemii Komórki
- Zakład Biochemii Ogólnej
- Zakład Biochemii Porównawczej i Bioanalityki
- Zakład Biofizyki
- Zakład Biofizyki i Biologii Nowotworów
- Zakład Biofizyki Komórki
- Zakład Biofizyki Molekularnej
- Zakład Biofizyki Obliczeniowej i Bioinformatyki
- Zakład Biologii Komórki
- Zakład Biotechnologii Medycznej
- Zakład Biotechnologii Roślin
- Zakład Fizjologii i Biochemii Roślin
- Zakład Immunologii
- Zakład Mikrobiologii
- Pracownia Bioinformatyki i Biologii Genomu
- Pracownia Biologii Komórek Macierzystych
- Pracownia Strukturalnej Dynamiki Białek - Centrum Dioscuri Dynamiki Strukturalnej Receptorów
- Pracownia Genetyki Molekularnej i Wirusologii
- Pracownia Metabolomiki
- Zwierzętarnia

## Kierunki studiów[4]
- biochemia – studia I i II stopnia,
- biofizyka molekularna i komórkowa – studia I i II stopnia,
- bioinformatyka – studia I i II stopnia,
- biotechnologia – studia I stopnia,
- biotechnologia molekularna – studia II stopnia,
- Molecular Biotechnology – studia II stopnia dla obcokrajowców.

## Władze dziekańskie
Kadencja 2024–2028:
- Dziekan: prof. dr hab. Jolanta Jura
- Prodziekan ds. dydaktyki: dr hab. Dariusz Latowski
- Prodziekan ds. badań i współpracy międzynarodowej: dr hab. Joanna Kozieł

## Działalność badawcza
Prace naukowe prowadzone na WBBiB mają zróżnicowany charakter. Wśród nich można wyróżnić m.in.
- badanie struktury i funkcji biocząsteczek (głównie białek, lipidów i DNA)
- badania dotyczące podstawowych procesów molekularnych zachodzących w żywych organizmach na poziomie komórkowym
- poszukiwanie nowych metod badawczych i diagnostycznych
- badanie mechanizmów powstawania różnych chorób
- opracowywanie skutecznych terapii (m.in. przeciwnowotworowych)
- badania nad wykorzystaniem komórek macierzystych w medycynie

Na WBBiB prowadzone są także studia doktoranckie „Biochemia, biofizyka, biologia molekularna i biotechnologia” oraz studia podyplomowe z biologii molekularnej.